# Dzoragjuch (Gegharkunik)
Dzoragjuch – wieś w Armenii, w prowincji Gegharkunik. W 2011 roku liczyła 4737 mieszkańców.